# Larentia bulbulata
Larentia bulbulata là một loài bướm đêm trong họ Geometridae.